# Nieuw-Zeeland op de Olympische Zomerspelen 1964
Nieuw-Zeeland nam deel aan de Olympische Zomerspelen 1964 in Tokio, Japan. Met drie keer goud werd een record behaald. Ook de twaalfde plaats in het medailleklassement was tot dan de beste prestatie ooit van de Nieuw-Zeelanders.

## Medailleoverzicht
| Sport    | Olympiër                    | Discipline      | Medaille |
| -------- | --------------------------- | --------------- | -------- |
| Atletiek | Peter Snell                 | 800m (m)        | Goud     |
| Atletiek | Peter Snell                 | 1500m (m)       | Goud     |
| Zeilen   | Helmer Pedersen Earle Wells | flying dutchman | Goud     |
| Atletiek | John Davies                 | 1500m (m)       | Brons    |
| Atletiek | Marise Chamberlain          | 800m (v)        | Brons    |

## Deelnemers en resultaten
(m) = mannen, (v) = vrouwen, (g) = gemengd

### Atletiek
| Olympiër           | Discipline       | Resultaat | Prestatie                                                                          |
| ------------------ | ---------------- | --------- | ---------------------------------------------------------------------------------- |
| Peter Snell        | 800m (m)         | Goud      | serie 4: 1ste in 1.49,0 halve finale 1: 1ste in 1.46,9 finale: 1ste in 1.45,1 (OR) |
| John Davies        | 1500m (m)        | Brons     | serie 1: 2de in 3.45,5 halve finale 2: 3de in 3.41,9 finale: 3de in 3.39,6         |
| Peter Snell        | 1500m (m)        | Goud      | serie 3: 4de in 3.46,8 halve finale 1: 1ste in 3.38,8 finale: 1ste in 3.38,1       |
| Bill Baillie       | 5000m (m)        | 6e        | serie 1: 2de in 13.55,4 finale: 6de in 13.51,0                                     |
| Murray Halberg     | 5000m (m)        | 24e       | serie 3: 4de in 14.12,0                                                            |
| Neville Scott      | 5000m (m)        | 44e       | serie 4: 11de in 15.01,0                                                           |
| Bill Baillie       | 10000m (m)       | DNS       | niet gestart                                                                       |
| Murray Halberg     | 10000m (m)       | 7e        | 29.10,8                                                                            |
| Barry Magee        | 10000m (m)       | 23e       | 30.32,0                                                                            |
| Jeff Julian        | marathon (m)     | 29e       | 2:27.57,6                                                                          |
| Ivan Keats         | marathon (m)     | 42e       | 2:36.16,8                                                                          |
| Ray Puckett        | marathon (m)     | 27e       | 2:27.34,0                                                                          |
| Les Mills          | kogelstoten (m)  | 7e        | kwalificatie: 6de met 18,05m finale: 7de met 18,52m                                |
| Les Mills          | discuswerpen (m) | 21e       | kwalificatie: 21ste met 51,70m                                                     |
|                    |                  |           |                                                                                    |
| Avis McIntosh      | 100m (v)         | 25e       | serie 3: 4de in 12,0 kwartfinale 1: 6de in 12,0                                    |
| Doreen Porter      | 100m (v)         | 19e       | serie 4: 2de in 11,7 kwartfinale 4: 5de in 11,8                                    |
| Doreen Porter      | 200m (v)         | 10e       | serie 6: 3de in 24,2 halve finale 2: 6de in 24,0                                   |
| Marise Chamberlain | 800m (v)         | Brons     | serie 1: 2de in 2.06,8 halve finale 2: 1ste in 2.04,6 finale: 3de in 2.02,8        |
| Avis McIntosh      | 80m horden (v)   | 11e       | serie 2: 3de in 10,8 halve finale 1: 5de in 10,9                                   |
| Valerie Young      | kogelstoten (v)  | 4e        | kwalificatie: 2de met 16,40m finale: 4de met 17,26m                                |
| Valerie Young      | discuswerpen (v) | 13e       | kwalificatie: 10de met 51,94m finale: 13de met 49,59m                              |

### Boksen
| Olympiër       | Discipline  | Resultaat | Prestatie                                                                    |
| -------------- | ----------- | --------- | ---------------------------------------------------------------------------- |
| Paddy Donovan  | -60kg (m)   | 17e       | 1ste ronde: vrij 2de ronde: V van ARG Pace: scheidsrechterlijke beslissing   |
| Brian Maunsell | -63,5kg (m) | 17e       | 1ste ronde: vrij 2de ronde: V van URS Frolov: scheidsrechterlijke beslissing |

### Gewichtheffen
| Olympiër   | Discipline | Resultaat | Prestatie                                                                               |
| ---------- | ---------- | --------- | --------------------------------------------------------------------------------------- |
| Don Oliver | +90kg (m)  | 9e        | drukken: 10de met 157,5kg trekken: 12de met 132,5kg stoten: 4de met 190kg totaal: 480kg |

### Hockey
| Olympiër | Discipline | Resultaat | Prestatie |
| --- | ---------- | --------- | --- |
| John Anslow Ernest Barnes Trevor Blake Peter Byers Phil Bygrave Timothy Carter John Cullen Ross Gillespie Bruce Judge Grantley Judge Ian Kerr Brian Maunsell Alan Patterson Bill Schaefer | mannen     | 13e       | groep A: 7de W van Groot-Brittannië: 2-0 V van Kenia: 2-3 V van Japan: 0-1 V van Australië: 1-2 V van Pakistan: 0-2 V van Zuid-Rhodesië: 1-2 |

| Groep A |                  |             |             |             |             |            |            |            |        |
| #       | Land             | Wedstrijden | Wedstrijden | Wedstrijden | Wedstrijden | Doelpunten | Doelpunten | Doelpunten | Punten |
| #       | Land             | G           | W           | G           | V           | V          | T          | Saldo      | Punten |
| 1       | Pakistan         | 6           | 6           | 0           | 0           | 17         | 3          | +14        | 12     |
| 2       | Australië        | 6           | 4           | 0           | 2           | 16         | 5          | +11        | 8      |
| 3       | Kenia            | 6           | 3           | 1           | 2           | 7          | 9          | -2         | 7      |
| 4       | Japan            | 6           | 3           | 0           | 3           | 6          | 6          | 0          | 6      |
| 5       | Groot-Brittannië | 6           | 2           | 0           | 4           | 5          | 12         | -7         | 4      |
| 6       | Zuid-Rhodesië    | 6           | 1           | 1           | 4           | 4          | 16         | -12        | 3      |
| 7       | Nieuw-Zeeland    | 6           | 1           | 0           | 5           | 6          | 10         | -4         | 2      |

| Ronde      | Datum | Plaats           | Land | Score         | Land |
| ---------- | ----- | ---------------- | ---- | ------------- | ---- |
| Groepsfase |       |                  |      |               |      |
| 12 oktober | Tokio | Groot-Brittannië | 0-2  | Nieuw-Zeeland |      |
| 13 oktober | Tokio | Kenia            | 3-2  | Nieuw-Zeeland |      |
| 15 oktober | Tokio | Japan            | 1-0  | Nieuw-Zeeland |      |
| 16 oktober | Tokio | Nieuw-Zeeland    | 1-2  | Australië     |      |
| 18 oktober | Tokio | Nieuw-Zeeland    | 0-2  | Pakistan      |      |
| 19 oktober | Tokio | Nieuw-Zeeland    | 1-2  | Zuid-Rhodesië |      |

### Paardensport
| Olympiër                                | Discipline     | Resultaat      | Prestatie                                                                                                |
| Springconcours                          | Springconcours | Springconcours | Springconcours                                                                                           |
| --------------------------------------- | -------------- | -------------- | --- |
| Bruce Hansen                            | individueel    | 10e            | 1ste ronde: 27ste met 24 strafpunten 2de ronde: 37ste met 32 strafpunten totaal: 56 strafpunten          |
| Graeme Hansen                           | individueel    | 66e            | 1ste ronde: 10de met 12,75 strafpunten 2de ronde: 33ste met 25 strafpunten totaal: 37,75 strafpunten     |
| Adrian White                            | individueel    | 17e            | 1ste ronde: 36ste met 37,25 strafpunten 2de ronde: 34ste met 25,25 strafpunten totaal: 62,50 strafpunten |
| Bruce Hansen Graeme Hansen Adrian White | team           | 10e            | 1ste ronde: 10de met 74 strafpunten 2de ronde: 10de met 82,25 strafpunten totaal: 156,25 strafpunten     |

### Roeien
| Olympiër | Discipline   | Resultaat | Prestatie                                                                     |
| --- | ------------ | --------- | ----------------------------------------------------------------------------- |
| Murray Watkinson | skiff (m)    | 5e        | serie 3: 2de in 7.49,01 herkansingen: 1ste in 7.45,28 finale: 5de in 8.35,57  |
| Darien Boswell Alistair Dryden Peter Masfen Dudley Storey Robert Page                                                             | vier-met (m) | 8e        | serie 2: 3de in 6.50,81 herkansingen: 2de in 7.09,28 finale B: 2de in 6.45,16 |
| Mark Brownlee Alexander Clark Peter Delaney John Gibbons George Paterson Tony Popplewell Raymond Skinner Alan Webster Doug Pulman | acht (m)     | 11e       | serie 2: 4de in 6.20,63 herkansingen: 3de in 6.14,83 finale B: 5de in 6.07,59 |

### Turnen
| Olympiër         | Discipline               | Resultaat | Prestatie                             |
| ---------------- | ------------------------ | --------- | ------------------------------------- |
| Pauline Gardiner | balk (v)                 | 76e       | kwalificatie: 76ste met 16,799 punten |
| Theodora Hill    | balk (v)                 | 70e       | kwalificatie: 70ste met 17,500 punten |
| Jean Spencer     | balk (v)                 | 79e       | kwalificatie: 79ste met 15,966 punten |
| Pauline Gardiner | brug (v)                 | 74e       | kwalificatie: 74ste met 16,399 punten |
| Theodora Hill    | brug (v)                 | 77e       | kwalificatie: 77ste met 16,233 punten |
| Jean Spencer     | brug (v)                 | 75e       | kwalificatie: 75ste met 16,333 punten |
| Pauline Gardiner | sprong (v)               | 68e       | kwalificatie: 68ste met 8,933 punten  |
| Theodora Hill    | sprong (v)               | 72e       | kwalificatie: 72ste met 8,933 punten  |
| Jean Spencer     | sprong (v)               | 76e       | kwalificatie: 76ste met 8,600 punten  |
| Pauline Gardiner | vloer (v)                | 79e       | kwalificatie: 79ste met 17,366 punten |
| Theodora Hill    | vloer (v)                | 68e       | kwalificatie: 68ste met 17,699 punten |
| Jean Spencer     | vloer (v)                | 81e       | kwalificatie: 81ste met 16,966 punten |
| Pauline Gardiner | individuele meerkamp (v) | 76e       | 68,330 punten                         |
| Theodora Hill    | individuele meerkamp (v) | 75e       | 68,965 punten                         |
| Jean Spencer     | individuele meerkamp (v) | 78e       | 66,365 punten                         |

### Wielersport
| Olympiër                                           | Discipline         | Resultaat | Prestatie  |
| Weg                                                | Weg                | Weg       | Weg        |
| -------------------------------------------------- | ------------------ | --------- | ---------- |
| Laurie Byers                                       | wegwedstrijd (m)   | 10e       | 4:39.51,74 |
| Max Grace                                          | wegwedstrijd (m)   | 66e       | 4:39.51,83 |
| Dick Johnstone                                     | wegwedstrijd (m)   | 17e       | 4:39.51,74 |
| Des Thomson                                        | wegwedstrijd (m)   | 61e       | 4:39.51,81 |
| Laurie Byers Arthur Candy Max Grace Dick Johnstone | ploegentijdrit (m) | 18e       | 2:38.37,35 |

### Worstelen
| Olympiër    | Discipline  | Resultaat   | Prestatie                                                         |
| Vrije stijl | Vrije stijl | Vrije stijl | Vrije stijl                                                       |
| ----------- | ----------- | ----------- | ----------------------------------------------------------------- |
| Tony Greig  | -63kg (m)   | 21e         | 1ste ronde: V van MEX Tovar 2de ronde: V van IRI Seifpour         |
| Tony Greig  | -70kg (m)   | 20e         | 1ste ronde: V van KOR Jeong: beslissing 2de ronde: V van GER Rost |

### Zeilen
| Olympiër                    | Discipline      | Resultaat | Prestatie                       |
| --------------------------- | --------------- | --------- | ------------------------------- |
| Peter Mander                | finn            | 4e        | 5684 punten: (8-4-6-8-1-7-19)   |
| Helmer Pedersen Earle Wells | flying dutchman | Goud      | 6255 punten: (16-DNF-1-3-1-1-4) |

### Zwemmen
| Olympiër      | Discipline           | Resultaat | Prestatie                                            |
| ------------- | -------------------- | --------- | ---------------------------------------------------- |
| Dave Gerrard  | 200m vlinderslag (m) | 13e       | serie 2: 4de in 2.16,3 halve finale 2: 6de in 2.15,4 |
|               |                      |           |                                                      |
| Vivien Haddon | 200m schoolslag (v)  | 11e       | serie 4: 2de in 2.53,4                               |

Afghanistan · Algerije · Argentinië · Australië · Bahama's · België · Bermuda · Birma · Bolivia · Brazilië · Brits-Guiana · Bulgarije · Cambodja · Canada · Ceylon · Chili · Colombia · Congo-Brazzaville · Costa Rica · Cuba · Denemarken · Dominicaanse Republiek · Duits eenheidsteam · Ethiopië · Filipijnen · Finland · Frankrijk · Ghana · Griekenland · Groot-Brittannië · Hongarije · Hongkong · Ierland · IJsland · India · Irak · Iran · Israël · Italië · Ivoorkust · Jamaica · Japan · Joegoslavië · Kameroen · Kenia · Libanon · Liberia · Libië · Liechtenstein · Luxemburg · Madagaskar · Maleisië · Mali · Marokko · Mexico · Monaco · Mongolië · Nederland · Nederlandse Antillen · Nepal · Nieuw-Zeeland · Niger · Nigeria · Noord-Rhodesië · Noorwegen · Oeganda · Oostenrijk · Pakistan · Panama · Peru · Polen · Portugal · Puerto Rico · Roemenië · Senegal · Sovjet-Unie · Spanje · Taiwan · Tanganyika · Thailand · Trinidad en Tobago · Tsjaad · Tsjecho-Slowakije · Tunesië · Turkije · Uruguay · Venezuela · Verenigde Arabische Republiek · Verenigde Staten · Vietnam · Zuid-Korea · Zuid-Rhodesië · Zweden · Zwitserland